# System Design
System Design (engl.) ist ein Fachgebiet, das sich mit Funktionsweise bzw. Auswirkungen von dynamischen und komplexen sozialen, technischen, wirtschaftlichen, geographischen und ästhetischen Systemen befasst, mit dem Ziel, deren Abläufe und Folgen zu verstehen, zu optimieren und zu gestalten.

## Inhalt
Im Zentrum der Disziplin steht die Annahme, dass komplexe Fragen bzw. komplexe Probleme komplexe Antworten erfordern. Folgende Aussage von Piet Hein verdeutlicht den Sinn des Systemdesigns: 

“Problems worthy of attack prove their worth by fighting back.”

„Probleme, die es wert sind, angegangen zu werden, zeigen ihren Wert, indem sie sich wehren.“

 In einer globalisierten, vernetzten, dynamischen Welt verfolgen Systemdesigner mit der Entwicklung von Produkten, Services oder digitalen Anwendungen das Ziel, einen systemischen Mehrwert zu erzeugen. Sie beschäftigen sich demzufolge hauptsächlich mit den Auswirkungen und Konsequenzen möglicher Entscheidungen und Handlungen auf die sozialen, technischen, wirtschaftlichen, geographischen und ästhetischen Ein- bzw. Ausgangsfaktoren der Situation bzw. des Systems. Anders als im klassischen Produkt- bzw. Industriedesigns, werden einzelne Problemstellungen nicht isoliert, sondern vielmehr als Ankerpunkte innerhalb eines Netzwerks betrachtet, dessen weitläufige Zusammenhänge ins Auge gefasst und als Schlüsselelemente zur ganzheitlichen Lösungsfindung betrachtet werden.
Methoden und Tools, die im Systemdesign bzw. in der Ausbildung zum Systemdesigner eingesetzt werden, sind beispielsweise die Systemanalyse, das Giga-Mapping, sowie interdisziplinäre Methoden zur Lösung von komplexen Problemen aus der Psychologie. Häufig wird diese Methodenkombination auch unter dem Dachbegriff System Thinking geführt.

## Ausbildung
Das entsprechende Studium befähigt die Studierenden, an sogenannten „wicked problems“ zu arbeiten und komplexe Systeme, wie Produktsysteme, Prozesse, Regelwerke und Komponenten, zu entwickeln. Mit der Methode des System Thinking werden die Bedingungen analysiert, dynamische Verknüpfungen erkannt, sowie Prinzipien und Prozesse vermittelt. Dabei dient das System Thinking auch zur Förderung der Empathie, um Gesamtzusammenhänge und Themen erkennen und formulieren zu können.

## Bedeutung
Die globalen und regionalen Herausforderungen erfordern ein Verständnis für die wachsende Komplexität der globalen und regionalen Systeme im Umfeld von Politik, Gesellschaft und Technologie, sowie die verknüpfende Analyse beider Betrachtungsebenen mit einer Einbindung der Fragestellungen in den entsprechenden interkulturellen Kontext.